# Giorgio Agamben

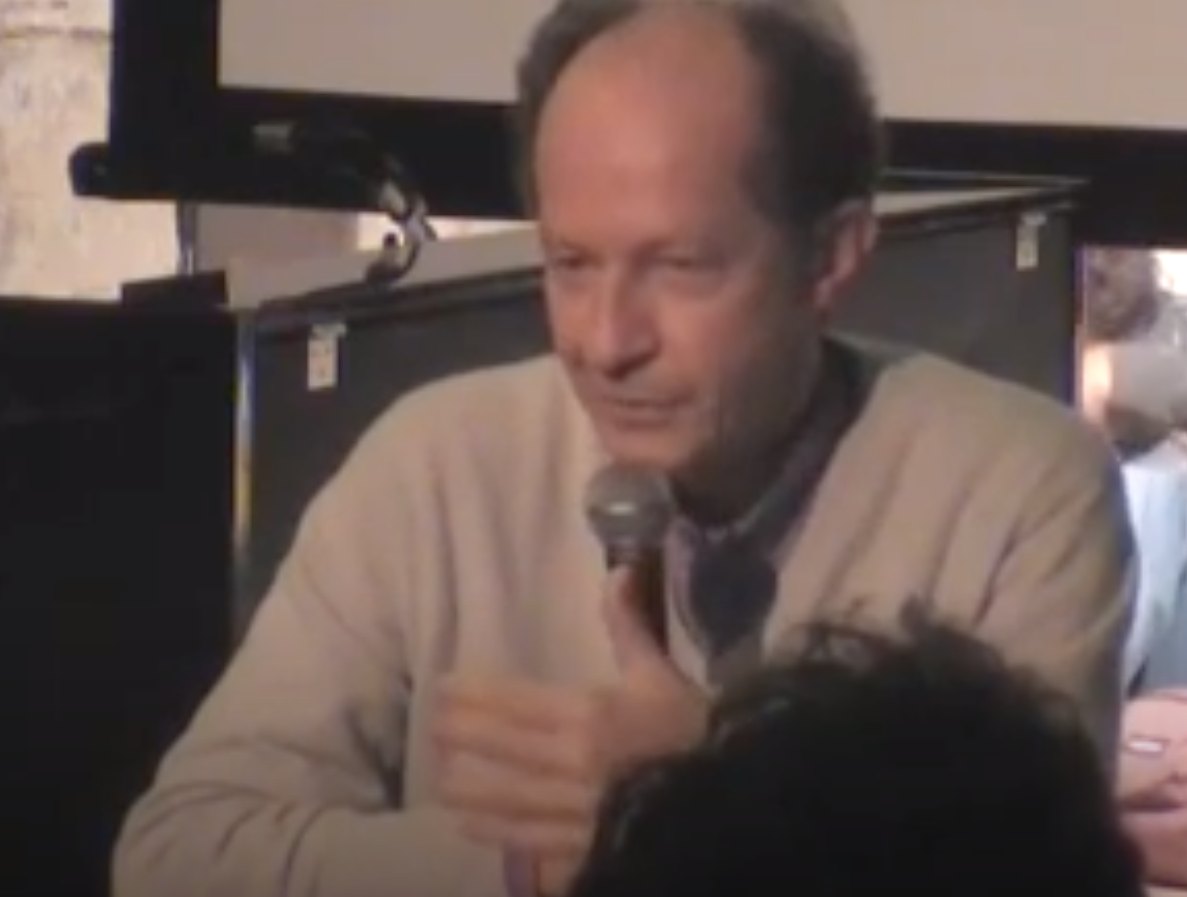
Giorgio Agamben, 2009

Giorgio Agamben (* 22. April 1942 in Rom) ist ein italienischer Philosoph, Essayist und Buchautor. Er lehrte am Universitätsinstitut für Architektur (IUAV) in Venedig und am Collège international de philosophie in Paris.

## Werdegang
Giorgio Agamben, dessen Nachname aus dem Armenischen stammt, studierte Jura an der Universität La Sapienza in Rom. Sein Studium beendete er mit einer Arbeit über die französische Philosophin Simone Weil. Während seiner Studienzeit pflegte Agamben freundschaftliche Beziehungen zu Elsa Morante, Alberto Moravia, Giorgio Manganelli, Sandro Penna und Ingeborg Bachmann sowie zum Regisseur Pier Paolo Pasolini. In dessen im Jahr 1964 produziertem Film Il vangelo secondo Matteo (Das 1. Evangelium – Matthäus) spielte Agamben die Rolle des Apostels Philippus.
In den Jahren 1966 und 1968 nahm Agamben durch Vermittlung seines Poetenkollegen Dominique Fourcade an den Seminaren teil, die Martin Heidegger aufgrund einer Initiative von René Char in Le Thor veranstaltete. In den beiden Seminaren ging es thematisch um die Philosophen Heraklit und Hegel. Ihren Niederschlag findet die Begegnung mit Heidegger in Agambens 1970 erschienenem ersten Werk L’uomo senza contenuto. Im selben Jahr trat er in Kontakt mit Hannah Arendt, die ihn in Macht und Gewalt zitiert.
Von 1978 bis 1986 war Agamben – im Auftrag des Verlegers Giulio Einaudi (1912–1999) – Herausgeber der italienischen Ausgaben der Schriften von Walter Benjamin, wobei er seinerzeit verloren geglaubte Manuskripte Benjamins wiederentdeckte.
Von 1986 bis 1992 war Agamben der Directeur de Programme am Collège international de philosophie in Paris. 1988 erhielt er eine Professur für Ästhetik an der Universität Macerata. Ab 1993 lehrte er Philosophie an der Universität in Verona. Seit 2003 ist er Professor für Ästhetik an der Facoltà di Design e Arti della IUAV in Venedig.
Ab 1994 übernahm Agamben regelmäßig Gastprofessuren in den USA. Im akademischen Jahr 2004/2005 war er Fellow am Wissenschaftskolleg Berlin. Im Wintersemester 2005/2006 hatte er eine Gastprofessur an der Heinrich-Heine-Universität in Düsseldorf und 2007/08 die Albertus-Magnus-Professur an der Universität zu Köln inne. 2008 war Agamben Fellow des Kollegs Friedrich Nietzsche.

## Werk
Agamben, der ab Mitte der 1990er Jahre internationale Aufmerksamkeit erhielt, ist inzwischen einer der meistdiskutierten Philosophen der Gegenwart. Er lässt sich nicht auf die Rolle als akademischer Philosoph oder Literaturwissenschaftler festlegen, sondern nimmt zu Themen der Zeit Stellung. Immer wieder provozierend ist sein direkter Zugriff auf aktuelle rechtlich-politische Fragen, besonders bioethischer und biotechnologischer Aspekte („Biopolitik“).
In der Rezeption von Agambens Texten wird häufig die Materialfülle und vermeintliche Uneinheitlichkeit seiner Bezugspunkte angesprochen. Tatsächlich denkt und schreibt er aus der Auseinandersetzung heraus. Dennoch liegen zentrale Intentionen klar zutage: So etwa die Wiederbelebung ästhetischer Erfahrung, die kulturkritische Gegenüberstellung von „Konsum“ und „Gebrauch“, die zunächst noch vornehmlich sprachphilosophische Analyse der Negativität, die Formulierung eines „Lebens-Form“-Konzeptes oder die (von Walter Benjamin inspirierte) Neuaufnahme der Kategorie des Messianischen. Der geistesgeschichtliche Horizont seiner Argumentation reicht von antiken philosophischen und juristischen Begriffsprägungen bis zu einem romantischen Neo-Marxismus.

### Marx und Heidegger
In seinem ersten Werk L’uomo senza contenuto (1970) geht Agamben von Hegels Ästhetik aus und konstatiert eine Trennung zwischen Kunstwerk und ästhetischer Wahrnehmung: Durch die Reflexion auf Kunst entstehe eine kaum überbrückbare Trennung zwischen dem Künstler einerseits und dem Rezipienten andererseits. Eine Rezeption sei nämlich auch auf die Kriterien der Kunstphilosophie und Kritik angewiesen. Agamben verbindet hier schon die verschiedenen Terminologien des Dialektischen Materialismus und die Heideggers in Sein und Zeit. Den Versuch einer Synthese greift Agamben in seinem Werk Infanzia a storia (1978) wieder auf.
Die Bewegung des Gedankens erinnert an Heideggers Klage über die von ihm konstatierte Entfremdung zwischen Sein und Seiendem. Stil und Methode sind an Heidegger geschult, vor allem das etymologische Zurückwenden von Begriffen der modernen Ästhetik auf die Begriffe der griechischen Philosophie.

### Warburgs Bildatlas
In den Jahren 1974 und 1975 arbeitete Agamben am Londoner Warburg Institute. Aus der Zeit datiert sein Buch Stanze. La parola e il fantasma nella cultura occidentale (1977). Agamben versucht in dieser Studie, die Imagination und die Urerfahrungen des Menschen mit Hilfe der Montage von Bildern zu bewahren – analog zu Aby Warburgs Bilder-Atlas Mnemosyne (Bilderreihe zur Untersuchung der Funktion vorgeprägter antiker Ausdruckswerte bei der Darstellung bewegten Lebens in der Kunst der europäischen Renaissance). Bei Agamben wie bei Warburg ist unterstellt, dass der Gebrauch der Sinne zunehmend pragmatisch diszipliniert wird.
In seinem Essay Noten zur Geste aus dem Buch Mezzi senza fine (1996, deutsch: Mittel ohne Zweck. Noten zur Politik), der in der internationalen Filmkritik und im Tanztheater diskutiert wird, greift Agamben auf Warburg zurück. Die Geste gilt seit Warburg als verkörpertes Archiv. Ihr Vollzug zeigt die Teilhabe an einem kollektiven Symbolbestand an, so wie auch Agamben sich mit seinem performativen Stil als Teilhaber der Formgesinnung klassischer Moderne zu erkennen gibt. Allerdings deutet er die Geste als Befreiung des Bildes aus seiner Zuordnung zu einem Sinn, den es sonst zu repräsentieren hat.
In der ästhetischen Differenz, dem durch Konvention noch nicht oder nicht mehr gebundenen Ausdruck, sucht Agamben die Spur der selbst verschiedenen historischen Subjekte. In dieser Erfahrung findet er ein Potential des Möglichen, im wirklichen Leben Verstellten, das die Lektüre und Auslegung befreien und gegen erneutes Vergessen verteidigen kann.

### HauptwerkHomo sacer
1995 (in deutscher Übersetzung 2002) erschien das Buch Homo sacer. Es bildete den Auftakt eines auf vier Bände angelegten Werkes, welches jedoch insgesamt neun Bände erreichte und nicht in Reihenfolge erschien:
I: Homo sacer. Die souveräne Macht und das nackte Leben
II.1: Ausnahmezustand
II.2: Herrschaft und Herrlichkeit. Zur theologischen Genealogie von Ökonomie und Regierung
II.3: Das Sakrament der Sprache. Eine Archäologie des Eides
II.4: Stasis. Der Bürgerkrieg als politisches Paradigma
II.5: Opus Dei. Archäologie des Amts
III: Was von Auschwitz bleibt. Das Archiv und der Zeuge
IV.1: Höchste Armut. Ordensregeln und Lebensform
IV.2: Der Gebrauch der Körper
Agamben geht aus von einer rechtlich verfassten Spaltung der Identität in ein vergesellschaftetes Wesen (bίos politikós) und das bloße Leben (nuda vita). Diese Spaltung führt er auf Aristoteles’ Unterscheidung zwischen bios und zoé in der Nikomachischen Ethik zurück; sie kennzeichne das politische Denken des Westens bis heute (Homo sacer, S. 11f.).
Agamben greift in dem „Homo sacer“-Projekt politische und staatsrechtliche Fragen auf. Ständige Bezugspunkte sind dabei die Theorien von Walter Benjamin, Carl Schmitt, Martin Heidegger, Hannah Arendt und Michel Foucault. Agamben zeichnet ein Bild der heutigen Menschen und ihrer Lebensformen in einer globalisierten Welt. Im Zentrum der jüngeren Schriften steht dabei eine Kulturgeschichte der politischen Gefangennahme im Sinne einer Einschließung sowie der Ausschließung als soziale Ausgrenzung. Die Kritik einer Tendenz, die in permanenter Intensitätssteigerung rechtsfreie Räume schafft und den Menschen auf sein „nacktes Leben“ reduziert, ist das zentrale Thema des „Homo sacer“-Projektes.
Als Beleg für die Entwicklung seiner Thesen dienen Agamben vor allem die nationalsozialistischen Konzentrationslager: Demnach streben die Machthaber seit der Antike nicht nur die Kontrolle der Individuen als gesellschaftliche Wesen an, sondern auch die Vereinnahmung ihres biologischen Lebens. Die Folge ist eine latente, für ständig wachsende Teile der Weltbevölkerung auch offene, staatsrechtlich erzwungene Spaltung der Existenz in Mensch und Zugehörigkeit. Wie vor ihm Benjamin, Jacob Taubes und Jacques Derrida erkennt Agamben die konsequente Ausformung im Freund-Feind-Denken Carl Schmitts.
Die Figur des Homo sacer aus dem römischen Recht dient der Unterscheidung zwischen bios und zoé. Agamben geht aus von dem Doppelsinn des Worts sacer: heilig und ausgestoßen („gebannt“), nämlich vogelfrei. So sieht er in diesem Konzept einen Raum jenseits von Recht und Kultus, der nicht erst mit der Ausstoßung bzw. Verbannung des bloßen, des fremden und des anderen Lebens beginnt, sondern in die Geschichte der westlichen Selbsterfahrung eingeschrieben ist.
Diese Entwicklung bezeichnet Agamben in Anlehnung an Foucault als Biopolitik (Homo sacer, S. 127f.): Es entsteht ein totalitärer Zugriff auf jeden Einzelnen, wovor auch Demokratien nicht gefeit sind. Im Gegenteil: Als Antwort auf globale Fluchtbewegungen und Terror werden Grund- und Freiheitsrechte außer Kraft gesetzt. Als Beispiel dafür sieht Agamben die Flüchtlingscamps in der Europäischen Union und das US-Gefangenenlager Guantanamo Bay auf Kuba. Der Ausnahmezustand wird zum neuen Paradigma des Regierens. Er wird in diesem Schreckensszenario neben Staat, Territorium und Nation zum vierten Element der politischen Ordnung.
Als weiterer Band der Homo sacer Folge erscheint 2016 in deutscher Übersetzung Stasis, Der Bürgerkrieg als politisches Paradigma, in dem er den modernen Menschen in einen Weltbürgerkrieg verwickelt sieht. Agamben hat in zwei Seminaren 2001 an der Princeton University sich dem Bürgerkrieg vor dem Hintergrund des Terrorismus zugewandt und begreift ihn als einen weltumspannenden Bürgerkrieg.

### Zeugen suchen, Zeuge sein
Agamben betrachtet das „bloße Leben“ zuallererst von seiner formalen – und damit auch ästhetischen – Seite her: also nicht als zivilisatorisch unterentwickelt, nicht als freigegeben zur Vernichtung, sondern als wesentliche Voraussetzung kultureller Selbstbestimmung. Gegen den Totalitarismus der Bio-Politik sucht Agamben Zeugen, die er in den Künsten, aber auch im Poetischen selbst findet: Sein Anspruch ist es, Zeugen zu finden und als Schriftsteller selbst Zeuge zu sein für das „bloße Leben“.
Mit seiner stark individualisierten Schreibweise klagt Agamben das Recht des „bloßen Lebens“ auf Selbstbehauptung ein. Die Form des Essays erlaubt Agamben im Horizont der Künste eine Verschränkung von historischer Vergegenwärtigung und politischen Schreckens-Bildern, Prognosen und dezidierten Wünschen. Dazu kommt eine Vernetzung der Philosophie mit der Entwicklung der Wissenschaften und der Künste.

## Corona-Pandemie
Am 26. Februar 2020 warnte Agamben vor einer „Gesundheitsdiktatur“. In einem Artikel für die linke Tageszeitung „Il manifesto“  unter dem Titel „Die Erfindung einer Epidemie“ schrieb er von „hektischen, irrationalen und völlig grundlosen Notfallmaßnahmen“ und einer bloß „vermuteten Epidemie“. Wenig später stellte er fest, schon die Idee der Ansteckung sei „eine der unmenschlichsten Folgen“ der herrschenden Corona-Furcht. Und die Corona-Auflagen verwandelten „faktisch jedes Individuum in einen potenziellen Überträger, so wie einst die Terrorgesetze faktisch und rechtlich jeden Bürger zum potenziellen Terroristen machten“.
Agamben behauptete zeitweise, die Epidemie gebe es nicht. In Fortführung seiner Analysen des Ausnahmezustandes meinte er, nun ginge es nur noch um das nackte Leben, nicht mehr um die von Freundschaft und Kultur, Ritus und Ethos, Schmerz und Endlichkeit geprägte Existenz, die dem menschlichen Dasein erst Würde und Sinn gibt. Jedoch gestand er dann ein, dass es sich um eine Epidemie handele, nur die Maßnahmen seien total übertrieben. Der mit ihm befreundete Philosoph Jean-Luc Nancy warnte ihn im Rahmen der Diskussion unter europäischen Intellektuellen vor Übertreibungen. Er erklärte ihm, warum es – rein empirisch betrachtet – falsch sei, die Corona-Pandemie zur normalen Grippe zu verniedlichen. Er erinnerte daran, wie ihm Agamben vor 30 Jahren geraten habe, auf seine dringend nötige Herztransplantation zu verzichten und diese energisch zu einer Dummheit der modernen Medizin erklärt habe.
Im Januar 2022 wurde bekannt, dass er zusammen mit Massimo Cacciari den Thinktank Kommission Zweifel und Vorbeugung (Commissione Dubbio e Precauzione, kurz: DuPre) gegründet hatte, um den „Ausnahmezustand“ abzuwenden. Dessen Agenda wurde als provokant bezeichnet.

## Sonstiges
Agambens Gedankendichtung und sein Verfahren der Genealogie gaben Anlass zu Missverständnissen, die er in Diskussionen und Interviews aber erklären kann: Es gehe ihm nicht etwa darum, Ereignisse mit den Ortsnamen Auschwitz oder Guantánamo gleichzusetzen, sondern Ereignisse und Gegebenheiten der Gegenwart auf ihre historische Genese zurückzuführen. Agamben beabsichtigt mit seiner Kritik des westlichen Rechtsstaats auch nicht, diesen selbst zu destabilisieren. Vielmehr hat seiner Ansicht nach der Westen die Falle, die ihm der Terrorismus gestellt hat, noch gar nicht erkannt, wenn er die gültige Rechtsordnung aufheben will, um ebendiese Ordnung zu sichern.
Im Frühjahr 2013 erregte Agamben mit einem Aufsatz über die Schaffung eines lateinischen Reiches als Bund Frankreichs mit Spanien und Italien Aufsehen. Den Vorstoß gegen eine „germanische“ Dominanz in Europa, der in mehrere Sprachen übersetzt wurde, bezeichnete Wolf Lepenies als Traum der französischen Linken.
Im Mai 2013 sagte er in einem Interview unter anderem:

„Wenn wir heute von Europa sprechen, haben wir es mit der gigantischen Verdrängung einer peinlichen und dennoch offenbaren Wahrheit zu tun: die sogenannte Verfassung Europas ist illegitim. Über den Text, der unter diesem Namen durchgehen sollte, wurde nie von den Völkern abgestimmt. Oder wenn er zur Wahl stand wie in Frankreich oder Holland im Jahr 2005, dann wurde er frontal abgelehnt. Juristisch betrachtet, geht es hier also nicht um eine Verfassung, sondern im Gegenteil um einen Vertrag zwischen Regierungen: internationales Recht, kein Verfassungsrecht. Erst jüngst hat der hochangesehene deutsche Jurist Dieter Grimm daran erinnert, dass einer europäischen Verfassung das grundlegende, das demokratische Element fehlt, weil die europäischen Bürger nicht darüber entscheiden durften. Und nun hat man das ganze Projekt der Ratifizierung durch die Völker stillschweigend auf Eis gelegt.“

Durch zahlreiche Übersetzungen ab 2002 wurde Agamben in Deutschland zunehmend bekannt.

## Auszeichnungen
- 2006: Prix Européen de l’Essai Charles Veillon für das Lebenswerk[19]
- 2012: Ehrendoktorwürde der Theologischen Fakultät der Universität Freiburg (Schweiz)[20]
- 2013: Dr.-Leopold-Lucas-Preis

## Schriften

### Italienische Veröffentlichungen
- L’uomo senza contenuto. Rizzoli, Milano 1970 (Quodlibet, Macerata 1994).
- Stanze. La parola e il fantasma nella cultura occidentale. Giulio Einaudi, Torino 1977 (2., erweiterte Auflage 1993; englisch: Stanzas: Word and Phantasm in Western Culture. 1992).
- Infanzia e storia. Distruzione dell´esperienza e origine della storia. Giulio Einaudi, Torino 1979.
- Il linguaggio e la morte. Giulio Einaudi, Torino 1982 (3., erweiterte Auflage 1989).
- Idea della prosa. Feltrinelli, Milano 1985 (2. Auflage, Quodlibet, Macerata 2002).
- La comunità che viene. Giulio Einaudi, Torino 1990 (2., erweiterte Auflage, Bollati Boringhieri, Torino 2001; englisch: The Coming Community. 1993).
- Bartleby o della contingenza. In: Giorgio Agamben, Gilles Deleuze: Bartleby; La formula della creazione. Quodlibet, Macerata 1993.
- Homo Sacer. Il potere sovrano e la nuda vita. Giulio Einaudi, Torino 1995 (englisch: Homo Sacer. Sovereign Power and Bare Life (= Homo sacer. Bd. 1). 1998).
- Mezzi senza fine. Note sulla politica. Bollati Boringhieri, Torino 1996.
- Categorie italiane. Studi di poetica. Marsilio, Venezia 1996 (Laterza, Roma/Bari 2010).
- Quel che resta di Auschwitz. L’archivio e il testimone (= Homo sacer. Bd. 3). Bollati Boringhieri, Torino 1998.
- Il tempo che resta. Un commento alla Lettera ai romani. Bollati Boringhieri, Torino 2000.
- L’aperto. L’uomo e l’animale. Bollati Boringhieri, Torino 2002.
- Stato di eccezione (= Homo sacer. Bd. 2.1). Bollati Boringhieri, Torino 2003.
- Profanazioni. Nottetempo, Roma 2005.
- La potenza del pensiero. Saggi e conferenze. Neri Pozza, Vicenza 2005.
- Che cos’è un dispositivo? Nottetempo, Roma 2006.
- Ninfe. Bollati Boringhieri, Torino 2007.
- Il Regno e la Gloria. Per una genealogia teologica dell’economia e del governo (= Homo sacer. Bd. 2.2). Neri Pozza, Vicenza 2007.
- L’amico. Nottetempo, Roma 2007.
- Che cos’è il contemporaneo? Nottetempo, Roma 2008.
- Signatura rerum. Sul metodo. Bollati Boringhieri, Torino 2008.
- Il sacramento del linguaggio. Archeologia del giuramento (= Homo sacer. Bd. 2.3). Laterza, Roma, Bari 2008.
- Nudità. Nottetempo, Roma 2009.
- Agrimensor. In: Aris Fioretos (Hrsg.): Babel. Für Werner Hamacher. Urs Engeler, Basel 2009, ISBN 3-938767-55-3, S. 15–21.
- Hrsg. mit Emanuele Coccia: Angeli. Ebraismo Cristianesimo Islam. Neri Pozza, Vicenza 2009.
- Altissima povertà. Regole monastiche e forma di vita (= Homo sacer. Bd. 4.1). Neri Pozza, Vicenza 2011.
- Opus Dei. Archeologia dell’ufficio (= Homo sacer. Bd. 2.5). Bollati Boringhieri, Torino 2012.
- To Whom is Poetry Addressed? In: New Observations. Bd. 130, 2014, S. 11.
- Pulcinella ovvero Divertimento per li regazzi, Nottetempo,  Roma 2015.

### Deutschsprachige Ausgaben
- Bartleby oder die Kontingenz gefolgt von: Die absolute Immanenz. Aus dem Italienischen übersetzt von Andreas Hiepko und Maria Zinfert. Merve, Berlin 1998, ISBN 978-3883961460.
- Mittel ohne Zweck. Noten zur Politik. Diaphanes, Zürich-Berlin 2001, ISBN  978-3935300100.
- Homo Sacer. Die souveräne Macht und das nackte Leben. Übersetzt von Hubert Thüring. Suhrkamp, Frankfurt Main 2002, ISBN 978-3518120682.
- Was von Auschwitz bleibt. Das Archiv und der Zeuge. Übersetzt von Stefan Monhardt. Suhrkamp, Frankfurt am Main 2003, ISBN 978-3518123003.
- Das Offene. Der Mensch und das Tier. Aus dem Italienischen übersetzt von Davide Giuriato. Suhrkamp, Frankfurt am Main 2003, ISBN 978-3518124413.
- Die Idee der Prosa. Carl Hanser, München, Wien 1987 und Suhrkamp, Frankfurt am Main 2003.
- Die kommende Gemeinschaft. Aus dem Italienischen übersetzt von Andreas Hiepko. Merve, Berlin 2003, ISBN 978-3883961859.
- Ausnahmezustand. Suhrkamp. Aus dem Italienischen von Ulrich Müller-Schöll. Frankfurt am Main 2004, ISBN  978-3518123669
- Kindheit und Geschichte. Zerstörung der Erfahrung und Ursprung der Geschichte. Aus dem Italienischen übersetzt von Davide Giuriato. Suhrkamp, Frankfurt am Main 2004, ISBN 978-3518223796.
- Profanierungen. Aus dem Italienischen übersetzt von Marianne Schneider. Suhrkamp, Frankfurt am Main 2005, ISBN  978-3518124079.
- Nymphae. Aus dem Italienischen übersetzt von Andreas Hiepko. Merve, Berlin 2005, ISBN 978-3883962108.
- Die Zeit, die bleibt. Ein Kommentar zum Römerbrief. Aus dem Italienischen übersetzt von Davide Giuriato. Suhrkamp, Frankfurt am Main 2006, ISBN 978-3518124536.
- Stanzen. Das Wort und das Phantasma in der abendländischen Kultur. Aus dem Italienischen übersetzt von Eva Zwischenbrugger. Diaphanes, Zürich, Berlin 2005 (3. Auflage 2010), ISBN 978-3037341353.
- Die Sprache und der Tod. Ein Seminar über den Ort der Negativität. Aus dem Italienischen übersetzt von Andreas Hiepko. Suhrkamp, Frankfurt am Main 2007, ISBN 978-3-518-12468-0.
- Die Beamten des Himmels. Über Engel. Herausgegeben und aus dem Italienischen übersetzt von Andreas Hiepko. Verlag der Weltreligionen, Frankfurt am Main 2007, ISBN 9783458710073.
- Was ist ein Dispositiv? Aus dem Italienischen von Andreas Hiepko. Diaphanes, Zürich-Berlin 2008, ISBN  978-3037340424.
- Signatura rerum. Zur Methode. Aus dem Italienischen übersetzt  von Anton Schütz. Suhrkamp, Frankfurt am Main 2009, ISBN 978-3-518-12585-4.
- Einleitende Bemerkung zum Begriff der Demokratie. Aus dem Französischen übersetzt von Tilman Vogt. In: Giorgio Agamben, Alain Badiou, Daniel Bensaïd u. a. (Hrsg.): Demokratie? Eine Debatte. Suhrkamp, Berlin 2012, ISBN 978-3-518-12611-0.
- Das Sakrament der Sprache. Eine Archäologie des Eides. Aus dem Italienischen von Stefanie Günthner. Suhrkamp, Berlin 2010, ISBN 978-3-518-12606-6.
- Herrschaft und Herrlichkeit. Zur theologischen Genealogie von Ökonomie und Regierung (= Homo sacer. Bd. 2.2). Aus dem Italienischen übersetzt von Andreas Hiepko. Suhrkamp, Berlin 2010, ISBN 978-3-518-12520-5.
- Nacktheiten (Original: Nudità). Aus dem Italienischen übersetzt von Andreas Hiepko. Fischer, Frankfurt am Main 2010, ISBN 978-3-10-000530-4.
- Der Mensch ohne Inhalt. Aus dem Italienischen übersetzt von Anton Schütz. Suhrkamp, Berlin 2010, ISBN 978-3-518-12625-7.
- Das unsagbare Mädchen. Mythos und Mysterium der Kore. Aus dem Italienischen übersetzt von Michael Hack, Zeichnungen von Monica Ferrando. Fischer, Frankfurt am Main 2012, ISBN 3100005325.
- Höchste Armut. Ordensregeln und Lebensform (= Homo Sacer. Bd. 4.1). Aus dem Italienischen übersetzt von Andreas Hiepko. Fischer, Frankfurt am Main 2012, ISBN 978-3100005335.
- Kirche und Reich (Original: La Chiesa e il regno). Aus dem Italienischen übersetzt von Andreas Hiepko. Merve, Berlin 2012, ISBN 978-3-88396-288-7.
- Opus Dei. Archäologie des Amts. Übersetzt von Michael Hack. S. Fischer, Frankfurt am Main 2013. 215 S. ISBN 978-3-10-000535-9[21]
- Die Macht des Denkens. Gesammelte Essays. Übersetzt von Francesca Raimondi. S. Fischer, Frankfurt am Main 2013, ISBN 978-3-10-000534-2.
- Leviathans Rätsel. Lucas-Preis 2013. Herausgegeben von Friedrich Hermanni. Aus dem Italienischen übersetzt von Paul S. Peterson. Mohr Siebeck, Tübingen 2014, ISBN 978-3-16-153195-8.
- Pilatus und Jesus. Aus dem Italienischen übersetzt von Andreas Hiepko. Matthes & Seitz, Berlin 2014, ISBN 978-3-95757-022-2.
- Das Geheimnis des Bösen. Benedikt XVI. und das Ende der Zeiten. Aus dem Italienischen übersetzt von Andreas Hiepko. Matthes & Seitz, Berlin 2015, ISBN 978-3-95757-097-0.
- Stasis. Der Bürgerkrieg als politisches Paradigma. Aus dem Italienischen übersetzt von Michael Hack. S. Fischer, Frankfurt am Main 2016, ISBN 978-3-10-002452-7.
- Wenn die grausame Religion des Geldes die Zukunft verschlingt. Aus dem Italienischen übersetzt von Toni Hildebrandt. In: Profanierungen, hg. v. Toni Hildebrandt, kunst und kirche 1, 2017, S. 6 (Original in: la Repubblica am 16. Februar 2012), ISSN 0023-5431.
- Die Erzählung und das Feuer. Aus dem Italienischen übersetzt von Andreas Hiepko. S. Fischer, Frankfurt am Main 2017, ISBN 978-3-10-002453-4.
- Pulcinella oder Belustigung für Kinder. Aus dem Italienischen übersetzt von Marianne Schneider. Schirmer/Mosel, München 2018, ISBN 978-3-8296-0852-7.
- Das Abenteuer. Der Freund. Aus dem Italienischen übersetzt von Andreas Hiepko. Matthes & Seitz, Berlin, 2018, ISBN 978-3-95757-340-7.
- Geschmack. Aus dem Italienischen übersetzt von Andreas Hiepko. Merve, Leipzig. 2020, ISBN 978-3-88396-386-0.
- Der Gebrauch der Körper. Aus dem Italienischen übersetzt von Andreas Hiepko u. Michael von Killisch-Horn. S. Fischer, Frankfurt am Main 2020, ISBN 978-3-10-002451-0.
- Was ist Wirklichkeit? Das Verschwinden des Ettore Majorana. Aus dem Italienischen übersetzt von Andreas Hiepko. Matthes & Seitz, Berlin 2020, ISBN 978-3-95757-799-3.
- An welchem Punkt stehen wir? Die Epidemie als Politik. Aus dem Italienischen übersetzt von Federica Romanini. Turia + Kant, Wien 2021, ISBN 978-3-85132-996-4.

## Sekundärliteratur
- Janine Böckelmann, Frank Meier (Hrsg.): Die gouvernementale Maschine. Zur politischen Philosophie Giorgio Agambens. Unrast, Münster 2007.
- Michael Fisch: Verflucht und heilig: Giorgio Agamben. Für ihn sind die Engel die „Beamten des Himmels“. In: Berliner Literaturkritik vom 12. November 2007.
- Eva Geulen: Giorgio Agamben zur Einführung. 3. ergänzte Auflage. Junius, Hamburg 2016 (EA 2005), ISBN 978-3-88506-670-5.
- Dominik Finkelde: Politische Eschatologie nach Paulus. Badiou, Agamben, Zizek, Santner. Turia & Kant, Wien 2007.
- Gert Mattenklott: Kunstreligion. In: Sinn und Form. Jg. 54, 2002, 1. Heft, S. 97–108.
- Philipp Sarasin: Agamben – oder doch Foucault? In: Deutsche Zeitschrift für Philosophie. Band 51, 2003, Heft 2, S. 348–353.
- Johannes Scheu: Überleben in der Leere – Giorgio Agamben. In: Stephan Moebius, Dirk Quadflieg (Hrsg.): Kultur. Theorien der Gegenwart. VS Verlag für Sozialwissenschaften, Wiesbaden 2006.
- Ulrich Schödlbauer: Giorgio Agamben und die Seinen. In: iablis. Jg. 5, 2006, S. 295–309.
- Fabian Steinhauer: Gestaltung des Rechts. Giorgio Agamben. In: Sonja Buckel, Ralph Christensen, Andreas Fischer-Lescano (Hrsg.): Neue Theorien des Rechts. Lucius & Lucius, Stuttgart 2006, ISBN 3-8282-0331-0, S. 187–211.
- Martin G. Weiss: Biopolitik, Souveränität und die Heiligkeit des nackten Lebens. Giorgio Agambens Grundgedanke. In: Phänomenologische Forschungen. Bd. 2003, S. 269–293.
- Meisterdenker Agamben? Stellungnahmen von Petra Gehring, Gerald Hartung und Susanne Lettow. In: Information Philosophie. Heft 5, Dezember 2008, S. 25 ff.
- C. Crosato, Critica della sovranità. Foucault e Agamben. Tra il superamento della teoria moderna della sovranità e il suo ripensamento in chiave ontologica, Orthotes, 2019